# 本間高茂
本間高茂（ほんま たかもち　？ - （天正17年）1589年）は佐渡国の武将である。高貞とも。
（天正17年）1589年5月28日、上杉景勝は出雲崎港から300艘以上の船団を率いて、佐渡平定の先発隊を派遣した。この戦いにおいて、軍奉行の直江兼続は、戦闘を避けて降伏するよう各地の本間氏一族に通達を出した。その結果、沢根城主の本間左馬助の協力を得ることができた。
6月12日、景勝自ら1000艘以上の船団を率いて佐渡へ向かい、島の中央西部にある沢根に上陸した。そして、程近い河原田城の本間高統を攻撃した。激しい戦いが繰り広げられたが、最終的に城に火を放って自害したと伝えられている。
次に、景勝は6月16日に、最も頑強に抵抗していた羽茂城主の本間高茂を攻めた。高茂は弟の赤泊城主・高頼や側近たちとともに城を脱出し、船で逃亡を図ったが、越後で捕らえられ、佐渡へ送還された。そして、国府川原で処刑されたのである。
こうして、約300年もの間、佐渡に栄えていた羽茂本間氏は滅亡することとなった。